# HD 100546
HD 100546 är en ung stjärna 335 ljusår från jorden i Flugans stjärnbild. Runt stjärnan har man upptäckt något som verkar som en planet som håller på att bildas.